# Rajcza Centrum
Rajcza Centrum – przystanek kolejowy w Rajczy, w województwie śląskim, w Polsce.

## Ruch pasażerski
| Rok  | Wymiana pasażerska na dobę |
| ---- | -------------------------- |
| 2017 | 100-149                    |
| 2022 | 200-299                    |

Przystanek został otwarty 2 grudnia 1997 roku.